# Bryan Cantrill
Bryan M. Cantrill (1973) es un ingeniero de software estadounidense que trabajó e Sun Microsystems y posteriormente en Oracle Corporation tras la compra de Sun. Dejó Oracle el 25 de julio de 2010 para convertirse en vicepresidente de ingeniería en Joyent y es actualmente CTO de la empresa.

## Vida profesional
Cantrill nació en Vermont. Estudió informática en la Brown University, donde se licenció en 1996, pasando inmediatamente a formar parte de la plantilla de Sun Microsystems para trabajar con Jeff Bonwick en el grupo de rendimiento de Solaris, donde desarrolló DTrace que fue galardonado con diversos premios de la industria.
Dejó Oracle el 25 de julio de 2010 para convertirse en vicepresidente de ingeniería en Joyent, donde actualmente ocupa el cargo de CTO.
Fue miembro del ACM Queue Editorial Board.

## Artículos
- Bryan Cantrill (1 de febrero de 2006). «Hidden in Plain Sight». ACM Queue 4 (1): 26-36. doi:10.1145/1117389.1117401. Consultado el 1 de febrero de 2012.
- Bryan Cantrill, Jeff Bonwick (1 de septiembre de 2008). «Real-World Concurrency». ACM Queue 6 (5): 16. doi:10.1145/1454456.1454462. Consultado el 1 de febrero de 2012.
- Bryan M. Cantrill, Michael W. Shapiro and Adam H. Leventhal (10 de junio de 2004). «Dynamic Instrumentation of Production Systems». Proceedings of the 2004 USENIX Annual Technical Conference. Consultado el 1 de febrero de 2012.
- Bryan M. Cantrill, Thomas W. Doeppner (15 de agosto de 1996). «ThreadMon: A Tool for Monitoring Multithreaded Program Performance». 30th Hawaii International Conference on System Sciences (HICSS) Volume 1: Software Technology and Architecture. Consultado el 1 de febrero de 2012.